# Eugen Enderlen

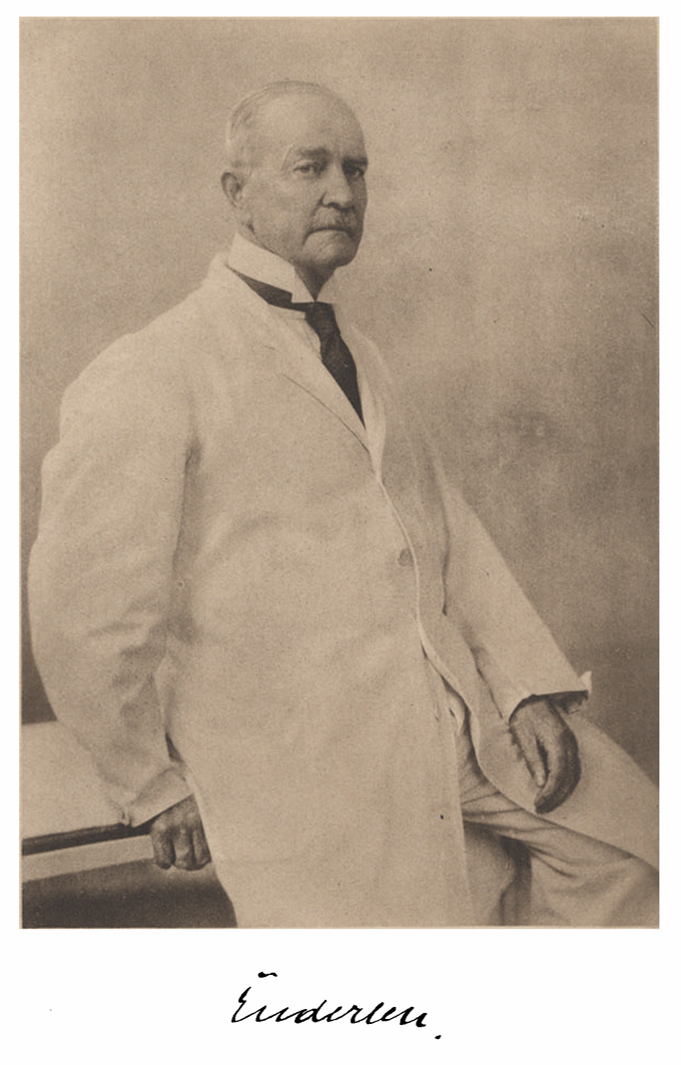
Eugen Enderlen, vor 1933

Eugen Enderlen (* 21. Januar 1863 in Lehen (Salzburg); † 7. Juni 1940 in Stuttgart) war ein deutscher Chirurg und Hochschullehrer in Greifswald, Basel, Würzburg und Heidelberg.

## Leben
Enderlen war Sohn schwäbischer Eltern; sein Vater arbeitete als Leiter des städtischen Gaswerks in Salzburg. Eugen Enderlen studierte an der Ludwig-Maximilians-Universität in München Medizin von 1882 bis 1887 und wurde Mitglied des Akademischen Gesangvereins München. Er arbeitete zunächst als Assistent am Hygienischen und am Pathologischen Institut der Universität München. Sein zu dieser Zeit gewecktes Interesse an der Pathologischen Anatomie war auch später mitbestimmend für seine Forschungstätigkeit als Chirurg. Es folgte eine Assistententätigkeit als Assistent der Chirurgischen Klinik unter Ottmar von Angerer in München, danach bei Heinrich Helferich in Greifswald. 1888 wurde er zum Dr. med. promoviert. 1895 habilitierte er sich an der Universität Greifswald  (Durch seine Veröffentlichungen brauchte er keine Habilitationsschrift vorzulegen). Im Jahr 1896 begann er als Oberarzt bei Ernst Küster an der Chirurgischen Klinik in Marburg zu arbeiten. 1899 wurde er außerordentlicher Professor. Zur Entfernung einer verschluckten Zahnprothese führte Enderlen um 1900 den ersten erfolgreichen operativen Eingriff am thorakalen Teil (Brustabschnitt) der Speiseröhre durch. Mit dem mit ihm befreundeten Anatomen Emil Gasser, mit dem er in Marburg Operationskurse leitete, verfasste er einen 1906 erschienenen stereoskopischen Atlas über Hernien.
Enderlen folgte im Jahr 1904 dem Ruf der Universität Basel auf den dortigen Lehrstuhl für Chirurgie, wechselte aber, am 28. Februar 1907 vom bayerischen Prinzregenten Luitpold ernannt, schon 1907 an das Universitätsklinikum Würzburg. Dort am Juliusspital, der Universitätsklinik, war er Oberwundarzt und ab 1. April 1907 Lehrstuhlinhaber. Er veröffentlichte von dort klinische und tierexperimentelle Arbeiten über Gefäß- und Organtransplantation, Bluttransfusion, Ileus und Appendizitis. Sein mit ihm von Basel ans Juliusspital gekommener Assistent Gerhard Hotz begründete mit Enderlen die modernen Kropfchirurgie. Er hatte für die Annahme seines Rufes die Einstellung von Ordensschwester für die Tätigkeit im Operationssaal zur Bedingung gemacht. So arbeiteten bis 1921 14 Schwestern aus der Kongregation der Töchter des Allerheiligsten Erlösern. Einen 1911 ergangenen Ruf nach Königsberg lehnte er ab, was zur Ernennung als Geheimer Hofrat beitrug. Von 1911 bis 1918 gehörte der Lehrstuhlinhaber Enderlin dem Administrationsrat des Juliusspitals an. Im Ersten Weltkrieg war Enderlen Generalarzt (à la suite) und setzte sich, gestützt auf klinische Studien, für die Notfall-Laparotomie als sofortige operative Behandlung bei allen Bauchschüssen ein, und stellte mit seinem Freund und Kollegen Ferdinand Sauerbruch dabei etwa 44 % Heilungen fest. Im Sommer 1918 wurde er Ordinarius in Heidelberg. Sein Nachfolger in Würzburg wurde Fritz König. In Heidelberg oblag Enderlen vertretungsweise auch bis zum 31. Januar 1919 und von Ende Mai bis Ende September 1920 die Leitung der Zahnklinik. 1932 wurde Enderlen emeritiert, übernahm aber noch für ein Jahr die Lehrstuhlvertretung, bis er die Leitung der Klinik endgültig aufgab. Er zog (herzkrank) nach Stuttgart. Dort starb er 1940 wenige Tage nach einem Palliativeingriff, als ein von ihm selbst diagnostizierte Karzinom des Colon sigmoideum zu einem Darmverschluss geführt hatte. Enderlen war Lehrer und Freund von Erich von Redwitz.
Enderlen brachte die Transplantation von Gefäßen und Leichenknochen zur klinischen Anwendung. Er erarbeitete Regeln zur Operationsindikation beim Ulkus- und Gallensteinleiden, die auch heute noch Bedeutung besitzen. Auch führte er mit dem Heidelberger Internisten Ludolf von Krehl experimentelle Forschungen, insbesondere wegweisende Denervierungsoperationen am Herzen und Blockaden des Ganglion stellatum durch.
Bekanntgewordene Assistenten der Chirurgischen Klinik unter Enderlen waren etwa Ludwig Burkhardt, Gerhard Hotz, Erich von Redwitz, Ernst Seifert und Wilhelm Lobenhoffer (1879–1945), der spätere Direktor des städtischen Krankenhauses in Bamberg.
Zu Enderlens Doktoranden gehörte die 1912 in Würzburg mit der Dissertation Carcinom der Papilla Vateri promovierte Ärztin Klara Oppenheimer (1869–1943).

## Veröffentlichungen (Auswahl)
- mit Emil Gasser: Stereoskopbilder zur Lehre von den Hernien. 1906.
- Die Chirurgische Klinik. In: Hundert Jahre bayerisch. Stürtz, Würzburg 1914, S. 87–90.